# Вышинское сельское поселение
Вышинское се́льское поселе́ние — муниципальное образование в Зубово-Полянском районе Мордовии Российской Федерации.
Административный центр — село Выша.

## История
Статус и границы сельского поселения установлены Законом Республики Мордовия от 7 февраля 2005 года № 12-З «Об установлении границ муниципальных образований Зубово-Полянского муниципального района, Зубово-Полянского муниципального района и наделении их статусом сельского поселения, городского поселения и муниципального района».
Законом от 17 мая 2018 года N 40-З Известковское и Свеженское сельские поселения и сельсоветы были упразднены, а входившие в их состав населённые пункты (посёлок Известь и посёлок станции Свеженькая) были включены в состав Вышинского сельского поселения и сельсовета с административным центром в селе Выша.

## Население
| 2002 | 2010 | 2012 | 2013 | 2014 | 2015 | 2016 |
| ---- | ---- | ---- | ---- | ---- | ---- | ---- |
| 816  | ↘637 | ↘612 | ↘596 | ↘583 | ↘566 | ↘555 |
| 2017 | 2018 | 2019 | 2020 | 2021 |      |      |
| ↘538 | ↘511 | ↗768 | ↘745 | ↗778 |      |      |

## Состав сельского поселения
| № | Населённый пункт | Тип населённого пункта       | Население |
| - | ---------------- | ---------------------------- | --------- |
| 1 | Выша             | село, административный центр | ↘614      |
| 2 | Известь          | посёлок                      | ↘143      |
| 3 | Свеженькая       | посёлок станции              | →132      |
| 4 | Удево            | посёлок                      | ↘23       |